# 米哈伊利夫卡 (沃洛德米爾區)
50°46′22″N 24°39′25″E / 50.77278°N 24.65694°E
米哈伊利夫卡（烏克蘭語：Михайлівка）是位於烏克蘭西北部的村莊，由沃倫州沃洛德米爾區的扎圖爾齊市鎮負責管轄。該村面積0.6平方公里，海拔高度223米，2001年人口227，人口密度每平方公里378.3人。